# Grande Tête de l'Obiou

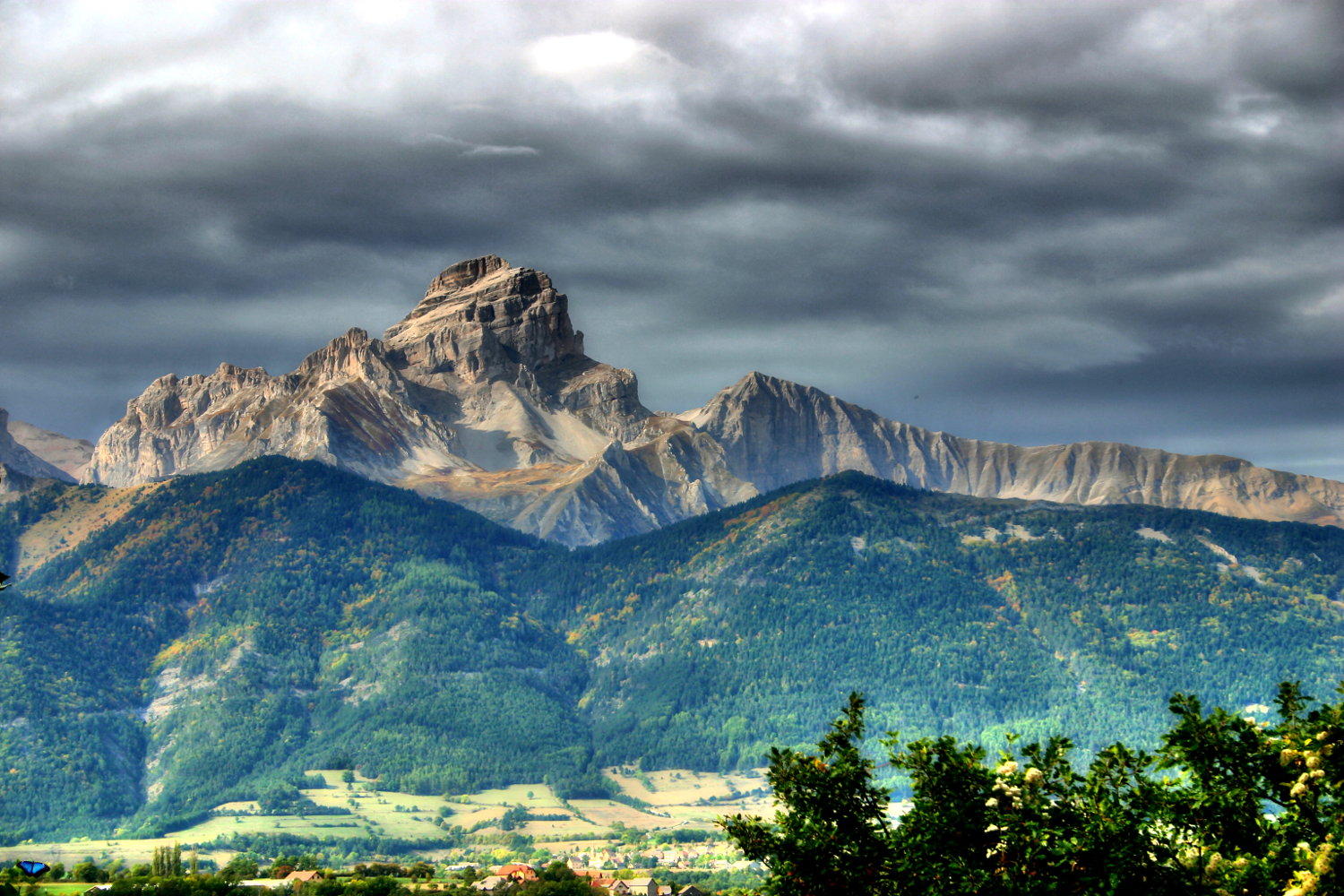

La Grande Tête de l'Obiou, ou plus communément l'Obiou, est un sommet situé dans les Préalpes françaises, dans le département de l'Isère, à peu près à égale distance de Grenoble (Isère) et de Gap (Hautes-Alpes). Avec ses 2 789 mètres d'altitude, c'est le point culminant du massif du Dévoluy.

## Étymologie
De nombreuses hypothèses ont été formulées ces derniers siècles quant à l'étymologie du nom Obiou ; l'hypothèse qui semble faire aujourd'hui consensus le rattache à l'expression francoprovençale Testo do biou, ou « tête de bœuf », en rapport avec le caractère imposant du sommet.

## Géographie

### Situation
L'Obiou est situé à l'extrémité nord du chaînon occidental du Dévoluy, à environ 5 kilomètres au nord du Grand Ferrand, sommet secondaire du massif (2 758 mètres). Il domine au nord-ouest les vallonnements du Trièves (altitude moyenne 1 000 mètres), et au nord-est l'échancrure des gorges supérieures du Drac. Il fait face aux massifs du Vercors à l'ouest, du Taillefer au nord et des Écrins à l'est.
Sa position isolée à l'avant du Dévoluy le rend facilement identifiable depuis les autres sommets des Alpes.

### Géologie
Le sommet est constitué, comme le reste du massif du Dévoluy, de la superposition de deux couches géologiques : roches sédimentaires du Jurassique supérieur pour la partie inférieure et du Crétacé supérieur pour la partie supérieure.
Comme le mont Aiguille au sud-est du Vercors voisin, l'Obiou est une « butte-témoin », c'est-à-dire une structure laissée par l'érosion, autour d'elle, du plateau dont elle faisait à l'origine partie. Cette érosion est due à l'affaissement des sols karstiques et à l'action des glaciers, maintenant disparus.

## Histoire
Le sommet fut le lieu de deux catastrophes aériennes.

### 1946, le B-17G
Le 29 août 1946, une forteresse volante B-17G-65-DL des United States Army Air Forces, immatriculée 44-6834 et effectuant le trajet Paris–Lyon–Istres–Casablanca, s'écrase sur une face du sommet. Des opérations de recherches sont engagées, mais suspendues au bout de quelques jours, aucune trace de l'aéronef ni de ses occupants n'ayant été retrouvée. Ce n'est que le 26 septembre 1946 que le site de l'accident est repéré par des randonneurs, à une altitude de 2 700 m, dans une zone située entre le Petit Obiou et la Grande Tête de l'Obiou. Les quatre membres d'équipage et les sept passagers avaient tous été tués dans l'accident.

### 1950, le DC-4 «Pèlerin Canadien»
Le 13 novembre 1950, un autre accident aérien, provoqué par un Douglas C-54B canadien, fait 58 morts (7 membres d'équipage et 51 passagers). Le « Pèlerin Canadien », un avion de Curtiss-Reid Flying Services Ltd, immatriculé CF-EDN, ramenait des pèlerins de Rome à Montréal via Paris, Shannon et Keflavík. Le pilote aurait fait une erreur de navigation due à la dérive vers l'est d'un vent d'ouest plus fort que prévu, s'éloignant d'une centaine de kilomètres de sa route normale, suivant peut-être la Durance confondue avec le Rhône par faible visibilité.
L'hypothèse d'un détournement d'avion raté (pour faire main-basse sur le matériel religieux que les pèlerins emportaient avec eux, ou sur du matériel relevant de l'espionnage) a été avancée par l'auteur et professeur-géographe Louis-Edmond Hamelin dans l'ouvrage l'Obiou, entre Dieu et Diable, sans toutefois correspondre aux témoignages des personnes ayant vu l'avion au-dessus de Sisteron et Gap, puis du Dévoluy.
Un cimetière-mémorial a été construit pour les victimes du crash à l'entrée du village de La Salette-Fallavaux, proche du lieu de l'accident ; dans son enceinte ont été dressées des statues de Notre-Dame de la Salette et des deux enfants auxquels elle est apparue, construites à partir des débris de l'avion.

## Ascension

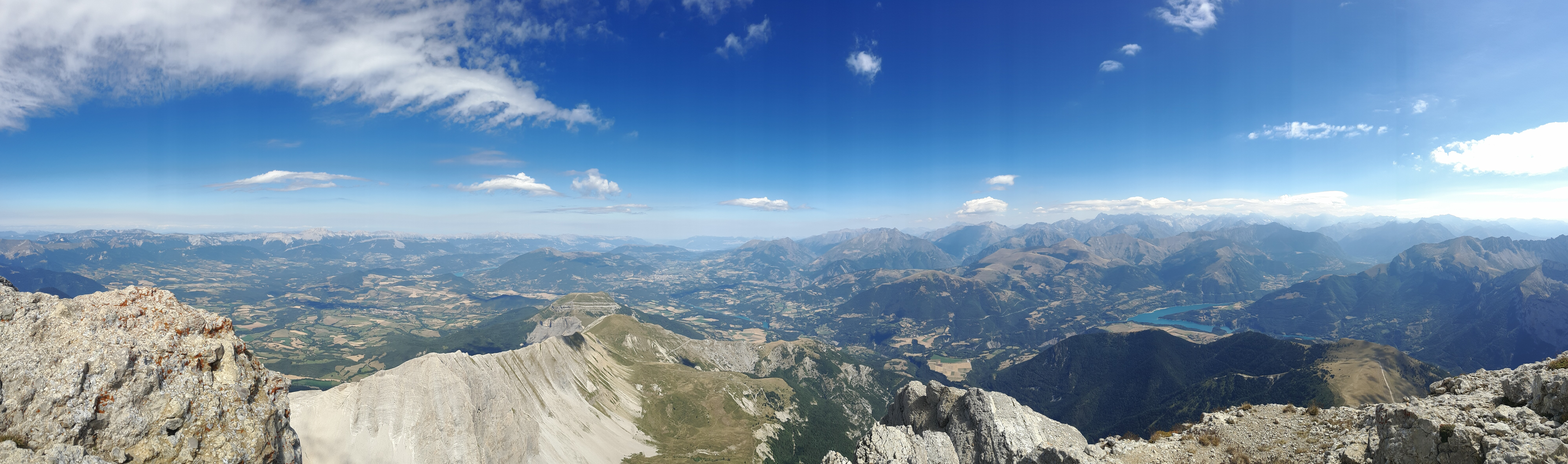
Vue vers le nord depuis le sommet.

La voie normale passe par le versant sud, à partir du parking de la cabane des Baumes, via le col des Faïsses et le col de l'Obiou (l'Épaule). Il s'agit d'un itinéraire très fréquenté, exposé aux chutes de pierres, aérien mais néanmoins accessible au randonneur aguerri sans matériel spécifique. 
D'autres voies d'accès, certaines historiques (voie Marie-Thérèse, et voie Paul Arthaud, rééquipée), requièrent en revanche des techniques d'escalade, dans un terrain parfois instable.
Le versant ouest du massif offre une possibilité d'ascension via le plateau de Rochassac (refuge en bon état) et l'arête de Fluchaire. Fréquenté par des randonneurs expérimentés avec des passages nécessitant l'encordement de précaution (le Malpasset) cet itinéraire, dont l'aire de départ se situe sur la commune de Saint-Baudille-et-Pipet, propose des difficultés techniques variées et offre l'occasion d'une ascension contemplative.